# Muscolo dentato anteriore
Il muscolo dentato anteriore (detto anche gran dentato o muscolo serrato anteriore) fa parte dei muscoli del cingolo scapolo-omerale.

## Descrizione

posizione del muscolo dentato anteriore (in rosso). Le scapole sono semitrasparenti. Animazione 3D.

Situato sulla parete laterale del torace, si inserisce nel margine mediale/vertebrale della scapola e origina sulla parte anteriore delle prime 10 coste; il nervo che lo collega è quello toracico lungo. Esso viene usualmente diviso, data la sua estensione, in 3 parti a seconda di dove origina nella costa e dove si inserisce esattamente nella scapola:
1. origina dalla prima alla decima costa e si inserisce nella parte superiore della scapola
2. origina dalla seconda alla quarta e si inserisce nella parte intermedia
3. origina dalla quinta alla nona (e a volte decima) e si inserisce nella parte inferiore.

Il muscolo gran dentato, se ipertrofizzato, è visibile a livello estetico.

## Funzione
Con la sua azione abduce e ruota esternamente la scapola oltre a farla aderire al torace (quest'ultima azione in accoppiamento ai muscoli romboidi e trapezio). Abbassa le scapole con i suoi fasci inferiori, le eleva con i fasci superiori. Se preso come punto fisso eleva le coste partecipando alla inspirazione forzata (muscolo inspiratorio accessorio).

## Patologie
Le scapole alate e cifosi possono derivare proprio dalla carenza di questo gruppo muscolare.